# Giovanni Goria
Giovanni Giuseppe Goria (Asti, 30 de julho de 1943 — Asti, 21 de maio de 1994) foi um político italiano. Ocupou diversos ministérios e também o cargo de primeiro-ministro da Itália entre 1987 e 1988.

## Biografia
Goria nasceu em Asti, no Piemonte. Em 1960 ingressou à Democracia Cristã e começou a participar na política local. Foi eleito para a Câmera de Deputados em 1976. Foi secretário de orçamento entre 1981 e 1983 passando ao cargo de Ministro de Fazenda.
Nas eleições seguintes em 1987, em que seu partido obteve bons resultados, Goria foi eleito primeiro-ministro, o mais jovem em seu país desde a Segunda Guerra Mundial. Foi forçado a renunciar em 1988 depois de que o Parlamento recusou seu orçamento.
Goria foi eleito para o Parlamento Europeu em 1989. Renunciou em 1991 para ocupar o Ministério de Agricultura da Itália. Ficou nesse cargo até 1992 quando passou a ser Ministro de Finanças. Renunciou em 1993, no meio de um escândalo de corrupção no seio de seu partido. Goria foi acusado de corrupção e seu julgamento começou em 1994. Durante o trâmite do processo Goria faleceu repentinamente de câncer, em Asti.